# Ozyptila shuangqiaoensis
Ozyptila shuangqiaoensis là một loài nhện trong họ Thomisidae.
Loài này thuộc chi Ozyptila. Ozyptila shuangqiaoensis được miêu tả năm 1999 bởi Chang-Min Yin et al..